# Evellina
Evellina è un'opera in due atti di Carlo Coccia, su libretto di Gaetano Rossi. Fu rappresentata per la prima volta il 26 dicembre 1814 al Teatro Re di Milano.

## Cast della prima assoluta
Gli interpreti della prima rappresentazione furono:
| Personaggio | Interprete        |
| ----------- | ----------------- |
| Sermondo    | Domenico Mombelli |
| Aldano      | Pio Botticelli    |
| Evellina    | Ester Mombelli    |
| Edegardo    | Anna Mombelli     |
| Corala      | Barbara Zampini   |
| Dauro       | Luigi Giovanola   |

## Trama

### Atto I
Aldano, in fuga dai suoi nemici, ha trovato rifugio presso Sermondo, sire di Tura, che si è innamorato di Evellina e desidera sposarla. Evellina aveva un amore segreto, Edegardo, ma accetta controvoglia di sposare Sermondo per obbedienza al padre. Edegardo, alla ricerca di Evellina, giunge a Tura spinto da una tempesta, accompagnato dal fedele Dauro, proprio mentre si stanno celebrando le nozze; Evellina sviene per l'emozione e il rito è sospeso.

### Atto II
Sermondo ha compreso di avere un rivale in Edegardo e lo sfida a duello, ma la lotta viene interrotta da Aldano che dice che deciderà Evellina, la quale conferma al padre l'intenzione di obbedirgli. Edegardo ed Evellina però vengono sorpresi in un luogo appartato e Sermondo fa arrestare il rivale, deciso a condannarlo a morte. Evellina gli fa visita dicendosi pronta a morire con lui. Tutto sembra perduto, ma infine Sermondo cede alla generosità e libera Edegardo, consentendo ad Evellina di unirsi all'amato.

## Struttura musicale
- Sinfonia

### Atto I
- N. 1 - Introduzione Venite, o Popoli - Ah! di gioja un raggio alfine (Coro, Aldano)
- N. 2 - Coro e Cavatina di Sermondo Là nei campi dell'onor - Ebbe fin'or la gloria (Coro, Sermondo)
- N. 3 - Coro e Cavatina di Evellina Vieni ormai Donzella amata - Amor, fortuna e pace (Coro, Evellina)
- N. 4 - Terzetto fra Sermondo, Aldano ed Evellina Serena i tuoi bei rai
- N. 5 - Cavatina di Edegardo Placida l'onda mormora
- N. 6 - Coro, Aria di Evellina e Finale I Pura, e verace - Ah se soffrir costante - E lo domandi, ingrato? (Coro, Evellina, Edegardo, Sermondo, Aldano)

### Atto II
- N. 7 - Coro e Duetto fra Sermondo ed Edegardo Ecco il campo della gloria - Trema di questo acciaro
- N. 8 - Duettino fra Evellina ed Edegardo Amor sì tenero
- N. 9 - Aria di Sermondo Oppresso, agitato (Sermondo, Coro)
- N. 10 - Aria di Edegardo Se il destin a me t'invola
- N. 11 - Duetto fra Evellina e Sermondo Che al mio bene, al mio tesoro
- N. 12 - Finale II Cessano alfin le pene (Aldano, Sermondo, Evellina, Edegardo, Coro)